# Lars Rönnstrand
Lars Rönnstrand, född den 1 september 1958 i Malmö, är en svensk cellbiolog och cancerforskare.
Lars Rönnstrand utbildade sig till kemist vid Lunds universitet och vidareutbildade sig med biomedicinsk utbildning i Uppsala.  Efter forskarutbildning både vid institutionen för medicinsk och fysiologisk kemi och vid Ludwiginstitutet för cancerforskning i Uppsala disputerade han 1989 i medicinsk och fysiologisk kemi vid Uppsala universitet med professor Carl-Henrik Heldin som handledare. Därefter tillbringade han åren 1989–1990 vid Memorial Sloan-Kettering Cancer Center, New York, i professor Joan Massagués laboratorium. Efter återkomst till Sverige arbetade han vid Ludwiginstitutet för cancerforskning i Uppsala och blev 1994 docent i molekylär cellbiologi vid Uppsala universitet och 2002 professor i molekylär medicin vid Lunds universitet. Sedan 2012 är han ledamot i Kungliga Fysiografiska Sällskapet i Lund. Han rankas 2025 av websidan Research.com som nr. 20 bland molekylärbiologer i Sverige. Rankades år 2025 av Expertscape bland de topp 0.62 % forskare som har skrivit om protoonkogenen c-Kit från 2013-2023. Han rankas 2025 av siten ScholarGPS.com som deras #12 Top Scholar Lifetime Worldwide inom ämnet "Stem Cell Factor" och som #19 inom ämnet "Platelet-Derived Growth Factor".
Lars Rönnstrands forskning är fokuserad på att förstå de molekylära mekanismerna bakom cancer, speciellt tillväxtfaktorernas roll och hur olika molekylära signaleringsvägar kapas av cancercellerna. Fördjupad förståelse kring detta bidrar till utveckling nya läkemedel som är specifikt riktade mot dessa signaleringsvägar. Det är vanligt att tumörer utvecklar resistens mot dessa läkemedel och forskningsgruppen forskar på att förstå mekanismerna bakom detta. Speciellt fokus ligger på de cancerformer som är beroende av aktiverade, muterade s.k. tyrosinkinasreceptorer, t.ex. FLT3 och c-KIT, d.v.s akut myeloisk leukemi och vissa former av melanom.